# Lucas Boyé
Lucas Boyé (San Gregorio, 1996. február 28. –) argentin válogatott labdarúgó, a spanyol Elche csatárja.

## Pályafutása

### Klubcsapatokban
Boyé az argentínai San Gregorioban született. Az ifjúsági pályafutását a River Plate akadémiájánál kezdte.
2014-ben mutatkozott be a River Plate első osztályban szereplő felnőtt keretében. A 2015–16-os szezonban a Newell’s Old Boysnál szerepelt kölcsönben. 2016-ban az olasz első osztályban érdekelt Torinohoz igazolt. 2018 és 2021 között a spanyol Celta Vigo és Elche, a görög AÉK Athén és az angol Reading csapatát erősítette kölcsönben. 2021. július 1-jén hároméves szerződést kötött az Elche együttesével. Először a 2021. augusztus 16-ai, Athletic Bilbao ellen 0–0-ás döntetlennel zárult mérkőzésen lépett pályára. Első gólját 2021. október 17-én, a Rayo Vallecano ellen idegenben 2–1-re elvesztett találkozón szerezte meg.

### A válogatottban
Boyé 2022-ben debütált az argentin válogatottban. Először a 2022. március 26-ai, Venezuela ellen 3–0-ra megnyert mérkőzés 88. percében, Nicolás Gonzálezt váltva lépett pályára.

## Statisztikák
2023. május 2. szerint
| Klub                    | Szezon   | Osztály             | Bajnokság | Bajnokság | Kupa  | Kupa | Nemzetközi | Nemzetközi | Összesen | Összesen |
| Klub                    | Szezon   | Osztály             | Meccs     | Gól       | Meccs | Gól  | Meccs      | Gól        | Meccs    | Gól      |
| ----------------------- | -------- | ------------------- | --------- | --------- | ----- | ---- | ---------- | ---------- | -------- | -------- |
| Torino                  | 2016–17  | Serie A             | 30        | 1         | 3     | 2    | —          | —          | 33       | 3        |
| Torino                  | 2017–18  | Serie A             | 11        | 0         | 3     | 0    | —          | —          | 14       | 0        |
| Torino                  | Összesen | Összesen            | 41        | 1         | 6     | 2    | 0          | 0          | 47       | 3        |
| Celta Vigo (kölcsönben) | 2017–18  | La Liga             | 13        | 0         | 0     | 0    | —          | —          | 13       | 0        |
| AÉK Athén (kölcsönben)  | 2018–19  | Super League Greece | 23        | 6         | 7     | 0    | 4          | 0          | 34       | 6        |
| Reading (kölcsönben)    | 2019–20  | Championship        | 19        | 0         | 5     | 2    | —          | —          | 24       | 2        |
| Elche (kölcsönben)      | 2020–21  | La Liga             | 34        | 7         | 2     | 1    | —          | —          | 36       | 8        |
| Elche                   | 2021–22  | La Liga             | 24        | 7         | 0     | 0    | —          | —          | 24       | 7        |
| Elche                   | 2022–23  | La Liga             | 30        | 4         | 2     | 0    | —          | —          | 32       | 4        |
| Elche                   | Összesen | Összesen            | 88        | 18        | 4     | 1    | 0          | 0          | 92       | 19       |
| Összesen                | Összesen | Összesen            | 184       | 25        | 22    | 5    | 4          | 0          | 210      | 30       |

### A válogatottban
| Válogatott | Év       | Pályára lépés | Gól |
| ---------- | -------- | ------------- | --- |
| Argentína  | 2022     | 1             | 0   |
| Összesen   | Összesen | 1             | 0   |

## Sikerei, díjai
AÉK Athén
- Görög Kupa
  - Döntős (1): 2018–19